# Calzada de la Valdería
Calzada de la Valdería es una localidad ubicada al suroeste de la provincia de León, del municipio de Castrocalbón. Por sus tierras transcurre parte de la vía 17 del Itinerario de Antonino; calzada romana que unía las ciudades de Asturica Augusta (Astorga) con Bracara Augusta (Braga).

## Historia
Durante el Imperio romano, un pueblo de León, llamado Santa Marina, situado a un kilómetro de la actual Calzada de la Valdería, en dirección sureste, construyó una calzada para comunicarse con otros pueblos. Como Santa Marina fue creciendo, la gente se dirigía a construir sus casas a las orillas de la calzada. Poco a poco este pueblo fue desapareciendo y se formó Calzada de la Valdería.

## Geografía
Situada en el sur de la provincia de León, a 17 km de La Bañeza junto al río Eria.

## Ayuntamiento
Calzada de la Valdería forma parte del Ayuntamiento de Castrocalbón, con otros pueblos, San Félix de la Valdería y Felechares de la Valdería.

## Curiosidades
Entre las curiosidades que se pueden encontrar en este pueblo, cabe destacar la historia de "El Cacho". Una cruz de madera que estuvo desaparecida durante años, y cuando fue encontrada estaba en muy mal estado. Joaquín Pérez se encargó de restaurarla y en la actualidad se expone en  una de las paredes de la iglesia de la localidad.
Calzada de la Valdería cuenta con unas Ordenanzas Municipales aprobadas un 23 de julio de 1847 por el alcalde Lorenzo Carrazedo y los vecinos, Claudio Bajo, Santos Villar y Lucas Crespo. No se sabía de su existencia hasta que el investigador y escritor Saúl Cenador García las encontró entre papeles y documentos en el arca propiedad de la Junta Vecinal. Las ordenanzas están redactadas en una hoja muy fina y deteriorada. Llama la atención que están escritas en tinta azul.

## Fiestas
Las fiestas se celebran el día 17 de enero (San Antonio) y el 6 de agosto (San Salvador). Desde hace varios años, se organiza un Desfile de Pendones el tercer domingo de julio, en honor a Santa Marina.
Por el campo de fiestas "El Sagral"  de Calzada, han pasado grupos musicales como Medina Azahara, Barón Rojo, Obús o Guaraná. 
Se han organizado fiestas de Ayuntamiento y Comunidad y eventos gastronómicos que han reunido a más de mil asistentes.